# Suburbicon
Suburbicon és una pel·lícula de comèdia negra nord-americana del 2017 dirigida per George Clooney i coescrita pels germans Coen, Clooney i Grant Heslov. És protagonitzada per Matt Damon, Julianne Moore, Noah Jupe i Oscar Isaac, i segueix un pare afable l'any 1959 que s'ha d'enfrontar als seus dimonis després d'un atac a casa seva, tot mentre una família negra s'instal·la al barri habitat completament per blancs. La història de la família negra es basa vagament en un incident de 1957 a Levittown (Pennsilvània), en què una família negra es va traslladar al barri que abans era completament blanc, provocant racisme i violència contra la família. S'ha subtitulat al català.
La fotografia principal de la pel·lícula va començar l'octubre de 2016 a Los Angeles. Es va estrenar a la secció principal de competició del 74è Festival Internacional de Cinema de Venècia el 2 de setembre de 2017 i després es va projectar al Festival Internacional de Cinema de Toronto de 2017 abans de ser estrenada als Estats Units el 27 d'octubre de 2017. ] La pel·lícula va rebre crítiques negatives de la crítica i va ser una bomba de taquilla, guanyant 12 milions de dòlars contra el seu pressupost de 25 milions de dòlars.

## Argument
A finals de la primavera de 1959, el tranquil barri blanc de Suburbicon es veu sacsejat per l'arribada de la família afroamericana Mayers.
Gardner Lodge, un home de família aparantment afable, viu a Suburbicon amb la seva dona paraplègica, Rose, i el seu fill, Nicky. Una nit, quan la germana bessona idèntica de Rose, Margaret, s'allotja a casa, dos lladres, Sloan i Louis, irrompen a casa seva, lliguen a tota la família i els adormen amb cloroform. La Rose rep una sobredosi, mai recupera la consciència i mor poc després. Després del funeral, Margaret s'instal·la per ajudar a cuidar en Nicky i aviat comença a transformar-se en Rose, tenyint-se els cabells de ros i mantenint sexe amb Gardner.
Els Lodges són cridats a la comissaria per identificar a Sloan i Louis, però tant Gardner com Margaret diuen que la policia té els homes equivocats, tot i que Nicky els reconeix com els assassins de la seva mare. Poc després, Sloan i Louis es presenten a la feina de Gardner i exigeixen els diners que els deu com a pagament per matar a Rose. Quan Gardner es nega a pagar, fan plans per matar Nicky i Margaret.
Amb les tensions creixent entre els residents de Suburbicon i els seus nous veïns afroamericans, el carismàtic agent d'assegurances Bud Cooper visita els Lodge un dia quan Gardner no és a casa i comença a qüestionar Margaret. Inicialment diu que simplement està buscant aclarir els punts foscos en una reclamació d'assegurança de vida que Gardner va fer a Rose, però finalment admet a Margaret que sospita que ella i Gardner han assassinat Rose per cobrar la pòlissa.
Aquella nit, quan la protesta prolongada a casa dels Mayer es converteix en un motí, Cooper torna a parlar amb Gardner. Li diu que coneix la naturalesa del seu pla de frau a l'assegurança i intenta fer-los xantatge perquè li donin la totalitat del pagament a canvi del seu silenci. La Margaret li ofereix un cafè enverinat amb lleixiu i més tard Gardner el colpeja i el mata.
Margaret intenta matar en Nicky amb un sandvitx i un vas de llet enverinats després que l'enganxi telefonant al seu oncle Mitch per demanar ajuda, però ell es nega a sortir de l'habitació. Louis entra i escanya Margaret fins matar-la. Es dirigeix a dalt per assassinar en Nicky, però Mitch arriba just a temps i mata a Louis a trets. En Mitch li dona la seva arma a Nicky i amaga el nen en un armari abans de morir.
De camí a casa després d'eliminar el cos de Cooper, Sloan fa mofa de Gardner, que és atropellat de sobte per un camió de bombers. A casa seva, descobreix els cossos de Margaret, Mitch i Louis, i troba en Nicky a l'armari. Gardner ofereix a Nicky una opció: seguir el seu pla per agafar els diners de l'assegurança i fugir a Aruba, o morir, i Gardner afirmaria que el seu fill era una altra de les víctimes de Louis.
L'endemà al matí, Gardner ha mort, després d'haver consumit l'entrepà enverinat durant la seva conversa amb Nicky. Nicky surt tranquil·lament a jugar a pilota amb Andy Mayers, el nen veí afroamericà amb qui s'ha fet amic, mentre el senyor i la senyora Mayers i uns quants membres de la comunitat netegen les restes dels disturbis.